# Вартуле
Вартуле (пол. Wartule) — село в Польщі, у гміні Старий Дзежґонь Штумського повіту Поморського воєводства.
Населення — 41 особа (2011).
У 1975-1998 роках село належало до Ельблонзького воєводства.

## Демографія
Демографічна структура станом на 31 березня 2011 року:
|          | Загалом | Допрацездатний вік | Працездатний вік | Постпрацездатний вік |
| -------- | ------- | ------------------ | ---------------- | -------------------- |
| Чоловіки | 23      | 11                 | 11               | 1                    |
| Жінки    | 18      | 11                 | 5                | 2                    |
| Разом    | 41      | 22                 | 16               | 3                    |